# خاباری
خاباری (به لاتین: Khabary) یک منطقهٔ مسکونی در روسیه است که در سرزمین آلتای واقع شده‌است.